# Colombre
Colombre, pseudonimo di Giovanni Imparato (Senigallia, 15 agosto 1982), è un cantautore italiano.

## Carriera
Professore di lettere, dapprima di intraprendere la carriera solista ha militato come frontman del gruppo italiano Chewingum, poi come produttore di Maria Antonietta ed infine di chitarrista durante la tournée Evergreen di Calcutta.
Decide di pubblicare i suoi lavori sotto lo pseudonimo di Colombre, in riferimento a un racconto di Dino Buzzati. Nel 2017 pubblica il suo album di debutto intitolato Pulviscolo. Nello stesso anno si esibisce al Woodo Festival.
Nell'estate 2017 si esibisce al Ferrara Sotto le Stelle insieme a Le luci della centrale elettrica.
Nel maggio 2018 suona a Musica da Bere dove viene premiato con la Targa Artista emergente. Nel settembre dello stesso anno si esibisce alla rassegna del Meeting Etichette Indipendenti e riceve il Premio Super MEI Circus.
Nel marzo 2020 esce il suo secondo album edito da Bomba Dischi/Universal Music intitolato Corallo. Nello stesso anno si esibisce varie volte su Rai Radio 1.

## Discografia

### Solista
Album
- 2017 – Pulviscolo
- 2020 – Corallo
- 2023 – Realismo magico in Adriatico

Singoli
- 2017 – Blatte
- 2019 – Non ti prendo la mano
- 2019 – Arcobaleno
- 2020 – Per un secondo
- 2021 – Il sole non aspetta
- 2022 – Niente è come sembra
- 2023 – Durerebbe un'ora
- 2023 – Io e te certamente (feat. Maria Antonietta)

### Con i Chewingum
Album
- 2008 – La seconda cosa da andare
- 2012 – Nilo

Singoli ed EP
- 2006 – Eppì
- 2015 – Maria Antonietta Loves Chewingum